# Hylomys megalotis
Espèce
Statut de conservation UICN

 DD  : Données insuffisantes
Hylomys megalotis est une espèce de mammifères insectivores de la famille des Erinaceidae. C'est un gymnure, variante asiatique, sans piquants, des hérissons. On le trouve au Laos.

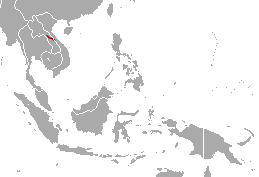
Aire de répartition du petit gymnure Hylomys megalotis